# Islams hellige skrifter
Islams hellige skrifter er de bøger muslimer tror Allah dikterede til profeterne. De er:
- Suhuf-i-Ibrahim
- Tawrat
- Zabur
- Injil
- Koranen

| Religion | Spire Denne religionsartikel er en spire som bør udbygges. Du er velkommen til at hjælpe Wikipedia ved at udvide den. |